# Büyükkışla, Ortaköy
Büyükkışla là một xã thuộc huyện Ortaköy, tỉnh Çorum, Thổ Nhĩ Kỳ. Dân số thời điểm năm 2010 là 104 người.